# Rakousko-uherská banka, filiálka Hradec Králové
Rakousko-uherská banka, filiálka Hradec Králové byla pobočkou rakousko-uherské centrální banky, která rozpočala svoji činnost v roce 1887 a zanikla po vzniku ČSR roku 1918.

## Historie
První centrální bankou na našem území byla Privilegovaná Rakouská národní banka a vznikla jako soukromá akciová společnost k 1. červnu 1816. V roce 1867 došlo k rakouskouherskému vyrovnání a jako její nástupce byla zřízena 27. června 1878 Rakousko-uherská banka. Hlavní ústavy byly ve Vídni a Budapešti se společnou generální radou banky. Sám Hradec Králové si musel na otevření místní pobočky počkat skoro jedno desetiletí.
O jejím vzniku se občané dozvěděli z místního tisku, který uveřejnil tento inzerát:

„Vyhláška.

Dnem 29. srpna 1887 započne zde nově zřízená filiálka Rakousko-uherské banky činnosť svou v místnostech 1. poschodí domu čís. 139 na velkém náměstí. Úřední hodiny ustanoveny jsou, pokud změny nebude, od osmé hodiny ranní až do druhé hodiny odpolední.

V obor působnosti filiálky náležeti bude:

a) eskontování požadavkům bankovním vyhovujících směnek, cenných papírů a kuponů,
b) kommissionářské inkasso směnek, cenných papírů a kuponů,
c) kommissionářské opatření přijetí (vyzdvižení přijaté primy a t. d.),
d) vydávání a vyplácení poukázek bankovních mezi filiálkou v Hradci Králové a oběma hlavními ústavy, jakož i veškerými filiálkami,
e) půjčování na způsobilé k tomu cenné papíry,
f) vyplácení splatných, však nikoliv přes rok dospělých kuponů,
g) kommissionářské opatření archů kuponových cenných papírů všeho druhu, ač-li se archy kuponové vydávají v sídle některého ústavu bankovního,
h) kommissionářská koupě a prodej cenných papírů a mincí,
i) koupě a prodej zlata,
k) kommissionářské opatření poukázek na místa zahraničná,
l) přejímání deposit k dopravení na hlavní ústavy,
m) výměna bankovek za bankovky a
n) prodej stříbrných mincí za bankovky al pari dle zásob po ruce jsoucích.

Podrobná ustanovení o jednání obchodním s Rakousko-uherskou bankou lze u filiálky na žádosť obdržeti zdarma.

V Hradci Králové v srpnu 1887.

Rakousko-uherská banka
filiálka Hradec Králové.“

Samotnému otevření hradecké pobočky předcházelo zvolení jejích cenzorů. Ti byli zvoleni na schůzi liberecké obchodní komory v červnu 1887 a stali se jimi Filip Berger, společník firmy Berger a Munk, Samuel Ganz, obchodník v Hradci Králové, František Hanuš, obchodník s kůžemi v Hradci Králové, Josef Hloušek, majitel pily a továrny na vlákna dřevní a koberce v Malé Čermné, Václav Formánek, člen správní rady ZÚÚ a měšťanského pivovaru v Hradci Králové, Jakub Kalh, obchodník s plodinami a moukou v Hradci Králové, Antonín Komárek, obchodník a předseda správní rady ZÚÚ, Jan Kruschwitz (později používal počeštěnou formu Krušvic), obchodník se suknem a módním zbožím v Hradci Králové, Čeněk Mahrle, člen správní rady ZÚÚ, Ladislav Pospíšil ml., knihkupec v Hradci Králové, Karel Schulz, společník firmy Märky, Bromovský a Schulz, Vilém Waldek, člen správní rady ZÚÚ, Bohumír Weisz, obchodník se zbožím rukodělným v Hradci Králové. Samotné založení hradecké filiálky této banky v roce 1887 znamenalo pro Hradec Králové zařazení mezi desítku privilegovaných měst v Čechách a další vzpruhu místní ekonomice a bankovnictví. Její finanční dary také v mnohém pomohly, např. v září 1899 dala 20 zlatých pro vichřicí poškozené občany v Malšovicích.
V březnu 1900 se stal přednostou filiálky Adolf Křepelka. Byl tak prvním hradeckým přednostou českého původu, neboť předtím byli do této funkce jmenováni vždy Němci, i když mnohdy poněkud znalí českého jazyka. Koncem téhož roku se stal kontrolorem a náměstkem ředitele pražské pobočky a na jeho místo byl jmenován JUDr. Bohuslav Jiřík, adjunkt filiálky v Plzni. 12. června 1902 přijel do města na inspekci místní filiálky guvernér banky rytíř Leon Biliński, kterého doprovázel generální tajemník Pranger. Druhého dne ráno odjel do Pardubic.
Dlouhé roky měla pobočka své úřadovny v Caivasových domech na Velkém náměstí. Později přesídlila do domu, který stával na místě domu firmy Berger a Munk. Ten však potřebám banky také nepostačoval, a tak v letech 1903-1904 postavila Rakousko-uherská banka vlastní palác v tehdejší Jiříkově třídě, na jehož místě dnes stojí budova České spořitelny. Z dosavadních místností v domě F. Bergra čp. 150 se filiálka přestěhovala v červnu 1905.
V roce 1907 dosáhl celkový eskompt 13,61 mil. K, úhrnné operace činily 14,17 mil. K a čistý zisk obnášel 78 340 K. Za rok 1908 činil čistý zisk 41 996 K, přičemž její celkové finanční operace dosáhly 14,41 mil. K.
K 1. lednu 1909 vídeňské ředitelství jmenovalo v dorozumění se zemědělskou radou v Praze a obchodní a živnostenskou komorou v Liberci cenzory hradecké filiálky továrníky ing. Karla A. Schulze a Jana Petrofa ml. V prosinci 1910 byl cenzorem jmenován obchodník a majitel domu Rudolf Helwich, přičemž v této funkci se střídaly vždy významné osobnosti z Hradce Králové a okolí. Z těch nejvýznamnějších jmenujme náměstka starosty Viléma Waldeka nebo dalšího náměstka starosty a továrníka Josefa Pilnáčka, který v tomto úřadu strávil více než 2 desítky let.
Pracovníci banky se ve velké míře účastnili společenského a kulturního života obce. V roce 1911 se revident Jindřich Tomášek stal prvním předsedou hradeckého odboru Klubu českých turistů, ale již po půl roce byl přeložen do Mladé Boleslavi. Mnozí z nich také povýšili, a to především díky odchodu z města. Například koncem roku 1911 byl adjunkt Antonín Malý jmenován přednostou filiálky ve Dvoře Králové nad Labem, jež byla otevřena následujícího roku. Proto bylo samozřejmé, aby bylo vedení i úřednictvo veřejně vidět, a tak 20. srpna 1907 byl přednosta filiálky Bohuslav Jiřík přítomen vítání ministra obchodu dr. Fořta a v lednu 1912 se zúčastnil II. plesu peněžního úřednictva v Praze. Tento člověk však byl nositelem i mnoha pokrokových myšlenek. 27. října 1908 se na zasedání městské rady přimlouval, aby se zřídila elektrická dráha z Hradce Králové k nádraží na Pražském Předměstí. Koncem roku 1911 mu byl dokonce propůjčen rytířský řád Františka Josefa. Na jeho tradici i úspěchy navázal i nový přednosta Karel Srdínko.
Počátkem 10. let 20. století byla hradecká pobočka tak úspěšná, že měla po Praze největší roční obrat ze všech filiálek v Království českém, přitom ještě v 90. letech 19. století Prahu následovaly pobočky v Liberci, Plzni a Českých Budějovicích. V březnu 1913 navštívil město na své inspekční cestě centrální inspektor Rakousko-uherské banky Jan Freyer a při té příležitosti poctil též návštěvou společně s přednostou zdejší filiálky JUDr. Jiříkem budovu Záložního úvěrního ústavu. Následujícího roku byla při filiálce zřízena válečná půjčková pokladna, např. na 5. válečnou půjčku bylo u filiálky upsáno 286 850 K. V souvislosti s válkou se později projevil nedostatek kovových mincí a tak musela hradecká pobočka přijímat i půlky a čtvrtky dvoukorunových bankovek, přičemž jejich okraje měly být rovné a celistvé.
Po vzniku ČSR byla pobočka Rakousko-uherské banky převzata státem a její úřednictvo muselo přísahat věrnost nové republice. Stala se z ní filiálka Bankovního úřadu ministerstva financí. O něco později se přeměnila na pobočku Národní banky československé, která byla ustavena 21. března 1926.